# 이케치 안야
이케치 안야(영어: Ikechi Anya, 1988년 1월 3일 ~ )는 스코틀랜드의 전 축구 선수이다. 현역 시절 포지션은 윙어였다.